# Вайсгербер, Альберт
Альберт Вайсгербер (нем. Albert Weisgerber; 21 апреля 1878[…], Санкт-Ингберт — 10 мая 1915[…], Фромель, Фландрия) — немецкий художник-портретист, пейзажист, жанрист и график. Писал свои полотна как в импрессионистском, так и в постимпрессионистском стилях, был близок экспрессионизму.

## Жизнь и творчество
ААльберт Вайсгербер родился в семье трактирщика-пекаря. После окончания Школы прикладного искусства в Кайзерслаутерне, он с 1894 года работает некоторое время художником-оформителем во Франкфурте-на-Майне. В 1894—1897 он посещает также мюнхенскую Школу прикладного искусства, затем, в 1897—1901 учится в Мюнхенской академии художеств — сперва у Габриэля фон Хакля, позднее — в классе Франца фон Штук. Во время учёбы в Академии Вайсгербер знакомится с такими мастерами, как П. Клее, Г. Пуррман, В. Кандинский, М. Слефогт, Джино Финетти. В 1898 году он создаёт вместе со своими друзьями группу «Sturmfackel (Боевой факел)», в которую вошли также молодые А. Кубин, Р. Леви и А. Лёрхер. До 1913 года художник также, в целях дополнительного заработка, создаёт иллюстрации для журнала «Молодость (Jugend)».
После отбытия военной службы в 1902 году в Мюнхене художник часто посещает родной город, где пишет серию картин «В пивнушке (Biergarten-Bildern)». Посетив Париж и познакомившись там с А. Матиссом, Вайсгербер подпадает под влияние импрессионистской живописи: в его произведениях теперь чувствуется влияние Сезанна, Э. Мане и Тулуз-Лотрека. Помимо сценок в кафешантанах и варьете Вайсгербер создаёт также на заказ портреты, в том числе И. Рингельнаца, Л. Шарфа и Т. Хойса. В 1904 году он знакомится с Маргаретой Поль, принадлежавшей также к мюнхенской художественной сцене, и в 1907 году женится на ней. Позднее был женат ещё раз, на Грете Коллин.
Международное признание пришло к А. Вайсгерберу в 1906 году, с приобретением его работ такими музеями, как мюнхенская «Новая пинакотека» и Городская галерея Франкфурта-на-Майне. В 1909 году он совершает поездку во Флоренцию, в которой его сопровождает Дж. Финетти. Здесь, познакомившись с живописью эпохи Возрождения, Вайсгербер в значительной степени меняет акценты в своём творчестве — всё более его занимают религиозные мотивы (цикл работ о св. Себастьяне, Абсалом, Голиаф, Иеремия, Давид и др.).
В 1911 году А. Вайсбергер впервые принимает участие в художественных выставках в Мюнхене и в Дрездене. В следующем году прошли выставки его работ в Берлине, Кёльне и в Цюрихе. В 1913 году он, вместе с А. Явленским, П. Клее и А. Канольдтом, организует художественное объединение «Новый мюнхенский сецессион», первым президентом которого и становится. Первая выставка работ членов «Сецессион» состоялась осенью 1914 года.
Мобилизованный во время Первой мировой войны в германскую армию, А. Вайсгербер лейтенантом был направлен в 16-й баварский пехотный полк. Художник погиб 10 мая 1915 года в бою западнее Лилля и был похоронен в Мюнхене.
Национал-социалисты в годы своего правления в Германии объявили произведения А. Вайсгербера «дегенеративным искусством».

## Галерея

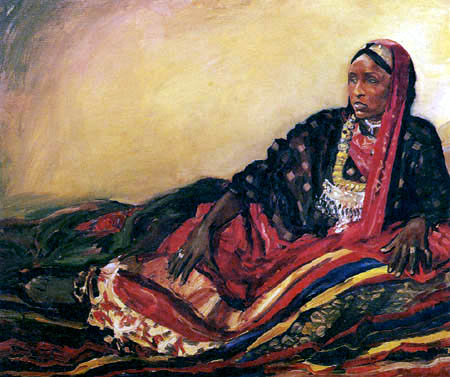
Сомалийка (1907)
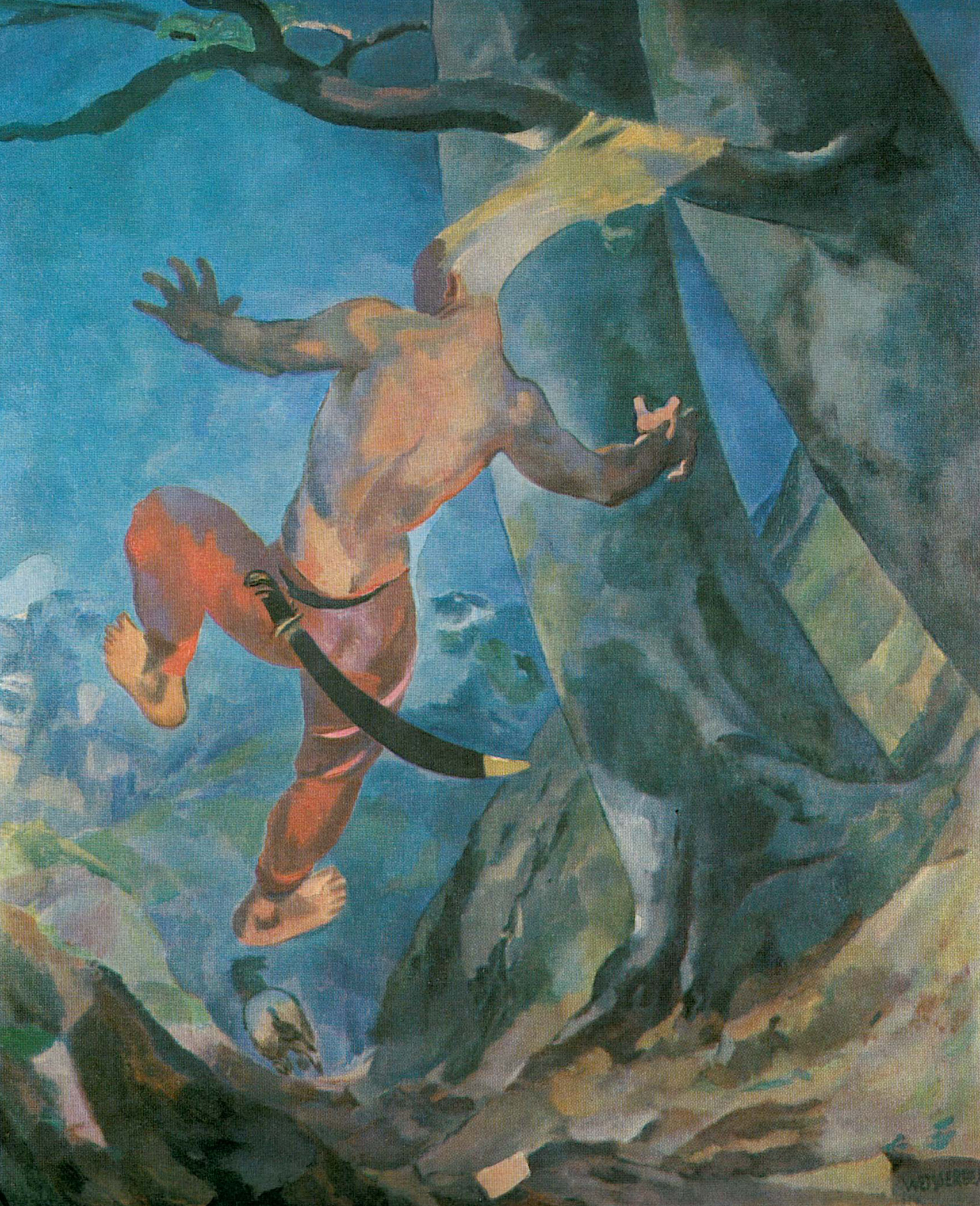
Абсалом
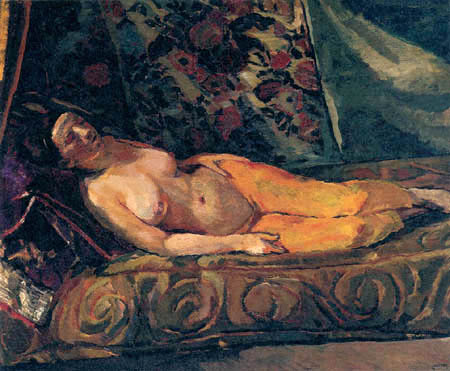
Полуобнажённая в жёлтых штанах (1910)'
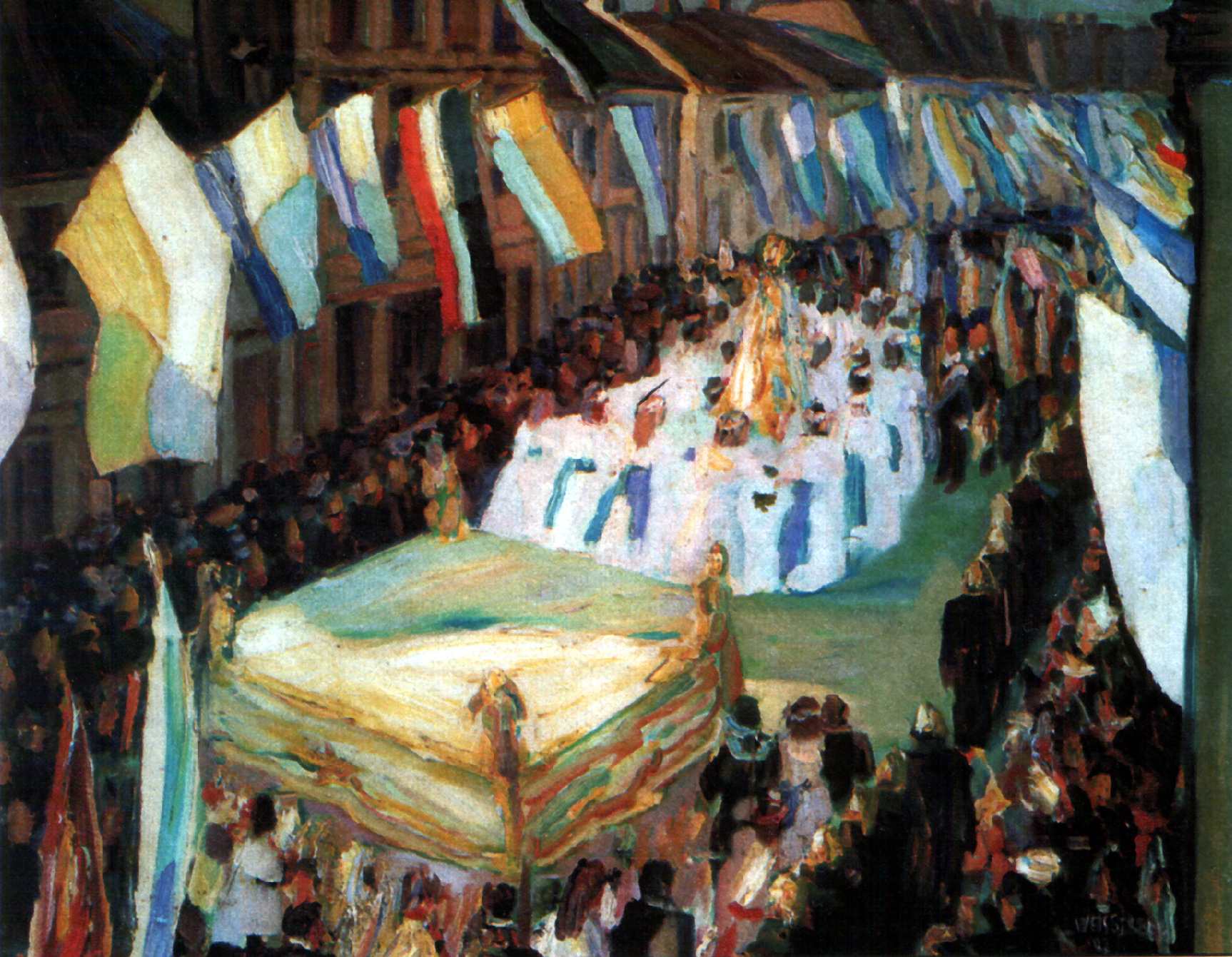
Процессия в Санкт-Ингберте (1910)